# Perissogomphus stevensi
Perissogomphus stevensi är en trollsländeart som beskrevs av Harry Hyde Laidlaw, Jr. 1922. Perissogomphus stevensi ingår i släktet Perissogomphus och familjen flodtrollsländor. IUCN kategoriserar arten globalt som livskraftig. Inga underarter finns listade i Catalogue of Life.